# Nyamabuye
Nyamabuye è un settore (imirenge) del Ruanda, parte della Provincia Meridionale e capoluogo del distretto di Muhanga.